# Agnes Heineken
Sara Agnes Heineken (* 13. Juli 1872 in Bremen; † 5. Juli 1954 in Bremen) war eine Pädagogin,  Frauenrechtlerin und Bremer Politikerin (DDP).

## Biografie

### Ausbildung und Janson-Schule

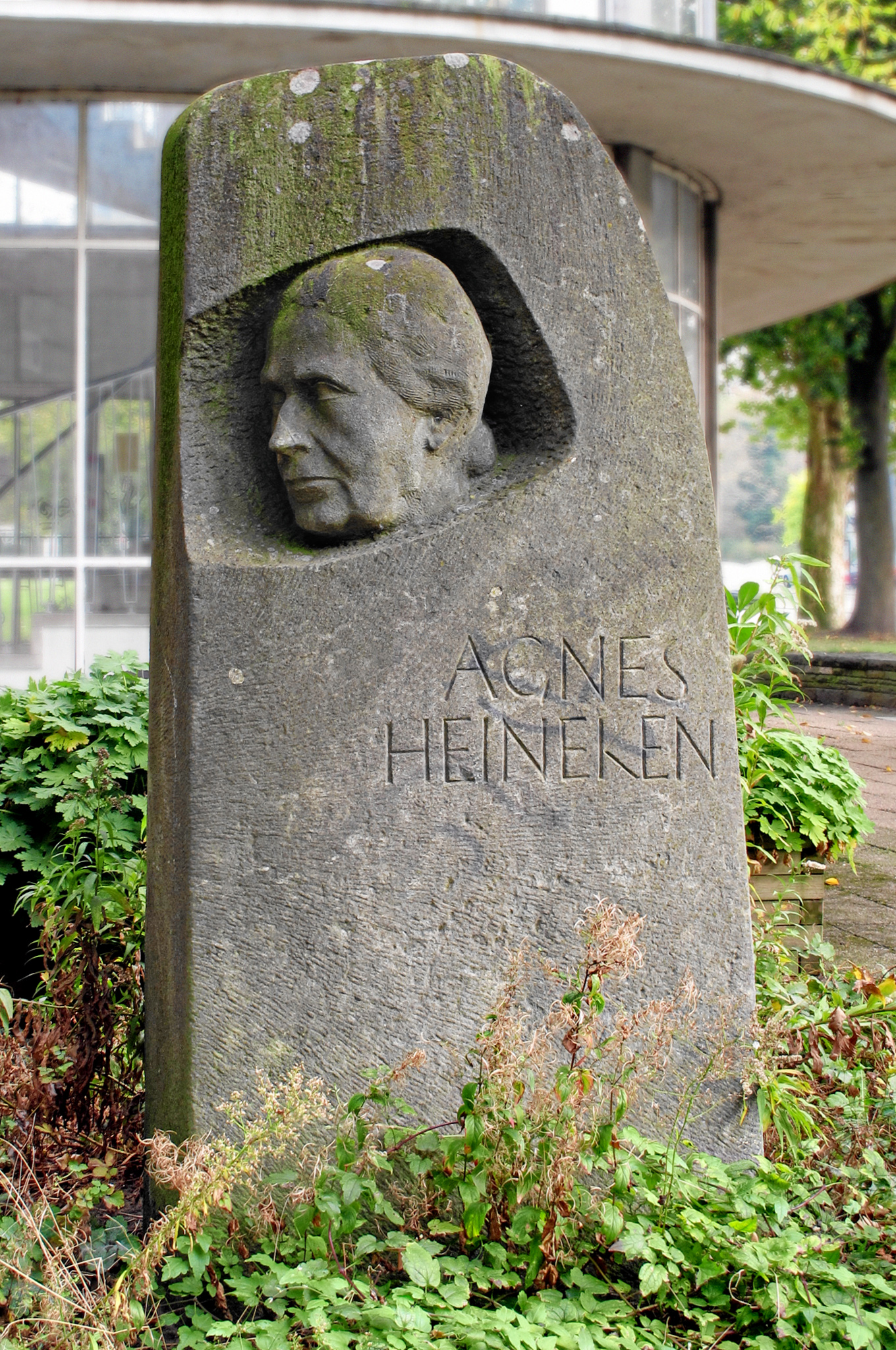
Agnes-Heineken-Denkmal beim Berufsbildungszentrum Bremen

Heineken war die Tochter des Baurats und Vorstands der Hafenbauinspektion Hermann Friedrich Heineken (1835–1918) und von Agneta Heineken, geborene Tholen (1844–1912). Die Pädagogin und Oberstudiendirektorin Theda Heineken (1907–1993) war ihre Nichte.
Sie besuchte von 1878 bis 1890 die Höhere Töchterschule Janson von Ida Janson in der Wilhadistraße in Bremen, an der auch die Frauenrechtlerin Mathilde Lammers unterrichtete. Sie setzte ihr Studium am Lehrerinnenseminar der Janson-Schule fort. Danach war sie von 1890 bis 1892 Lehrerin an derselben Schule. Durch Reisen und längere Aufenthalte in Paris und Frankreich in den Jahren 1892 bis 1894 erwarb sie die Lehrbefähigung für Französisch. Anschließend unterrichtete sie an der Höheren Mädchenschulen Ida Wohlers und wieder an der Janson-Schule. Ab 1899 studierte sie Deutsch, Geschichte und Philosophie an der Universität Göttingen. Hier wurde sie beeinflusst durch den liberalen Friedrich Naumann. Im März 1903 bestand sie das Examen für öffentliche Mädchenschulen. Ab 1903 unterrichtete sie als Oberlehrerin in Deutsch, Geschichte und Französisch an der Janson-Schule.
Heineken unterstützte das Bestreben für höhere Bildung der Mädchen an öffentlichen Schulen. Als sie in einem Leserbrief an die Bremer Nachrichten 1907 kritisierte, dass das konservative Bremen – im Gegensatz zu anderen deutschen Städten – zwar über sechs höhere Knabenschulen, aber keine einzige staatliche Mädchenschule verfügte, wurde sie von der privaten Janson-Schule fristlos entlassen.

### Lehrerin, Frauenrechtlerin, Politikerin
Von 1907 bis 1918 unterrichtete Heineken deshalb auf Vorschlag des Stadtrates von Vegesack an der dort schon bestehenden Höheren Mädchenschule. In dieser Zeit unterstützte sie nachhaltig eine neue Schulreform mit besseren Möglichkeiten für die Mädchen in Bremen.
Die liberale Heineken setzte sich energisch für das Frauenwahlrecht ein. 1910 gründete sie und andere den Frauenstadtbund Bremen. Sie war Vorstandsmitglied des Vereins bremischer Lehrerinnen und der Sektion für höhere und mittlere Schulen des Allgemeinen Deutschen Lehrerinnenvereins.

Sie war zudem im 1933 verbotenen Monistenbund in Bremen aktiv.
1918 wurde sie Direktorin der Schulen des Frauen-Erwerbs- und Ausbildungsvereins. Erfolgreich unterstützte sie die Weiterentwicklung des Berufs- und Fachschulwesens. 1919/20 war sie für die DDP in der Bremer Nationalversammlung. 1920 wurde sie ehrenamtliche Leiterin der Hauswirtschaftlichen Fortbildungsschule für Mädchen. Beteiligt war sie an der Gründung  der Sozialen Frauenschule (1918), der Allgemeinen Frauenschule (1919), des Sozialpädagogischen Seminars für Kindergärtnerinnen und Hortnerinnen (1920), der Höheren Handelsschule (1921), der Kinderpflegerinnenschule (1923), des Seminars zur Ausbildung von Gewerbelehrerinnen (1926) und der Höheren Fachschule für Frauenberufe (1929) sowie des Mütterschulkursus.
Sie gehörte der liberalen Deutschen Demokratischen Partei (DDP) an.
Von 1920 bis 1921 und wieder von 1923 bis 1930 war sie für ihre Partei Mitglied in der Bremer Bürgerschaft. Hier war sie in der Deputation für Schulen tätig und in anderen Deputationen und Kommissionen. Zu ihren großen Leistungen zählte 1920 die Einführung des „Bremer Jahres“, einem hauswirtschaftlichen Pflichtfortbildungsschuljahr für Mädchen nach dem achten Schuljahr, das im April von der Bürgerschaft beschlossen wurde. Sie setzte sich für die Einheitsschule, Stipendien für Hochschüler und die Fortbildung arbeitsloser Frauen und Mädchen ein.
Durch die Nationalsozialisten wurde sie 1933 als Leiterin der Hauswirtschaftlichen Pflichtfortbildungschule entlassen. Auch ihre anderen Ämter verlor sie in der Zeit des Nationalsozialismus. Sie half in dieser Zeit verfolgten jüdischen Bürgern.
Nach dem Zweiten Weltkrieg nahm sie ihre Arbeit wieder auf. Durch ihre Persönlichkeit und ihr Organisationstalent wirkte sie in Verbänden und Vereinen mit beim Wiederaufbau der Bildungseinrichtungen in Bremen.
Heineken war eine bedeutende Frau der Bremer Frauenbewegung. 1946 war sie mit Anna Klara Fischer, Anna Stiegler, Käthe Popall und Irmgard Enderle Gründungsmitglied und Vorstand des Bremer Frauenausschusses, ein gesellschaftlich anerkannter, überparteilicher und überkonfessioneller Dachverband von Frauenorganisationen aus allen gesellschaftlichen Bereichen des Landes Bremen. Von 1949 bis 1950 war sie als Nachfolgerin von Charlotte Niehaus Vorsitzende des Verbandes; ihr folgte Anna Klara Fischer in dem Amt.
Agnes Heineken liegt auf dem Riensberger Friedhof in Bremen-Schwachhausen begraben.

## Ehrungen
- Das Agnes-Heineken-Denkmal, gestaltet vom Bildhauer Kurt Lettow[2] in Form einer steinernen Stele mit dem Porträtkopf der um die Berufsbildung von Mädchen verdiente Pädagogin steht seit 1957 beim Berufsbildungszentrum Bremen (BBZ) zwischen Block A und B im Stadtteil Bremen-Mitte.
- Die Agnes-Heineken-Straße in Bremen-Obervieland wurde nach ihr benannt.